# Altmann Arigler

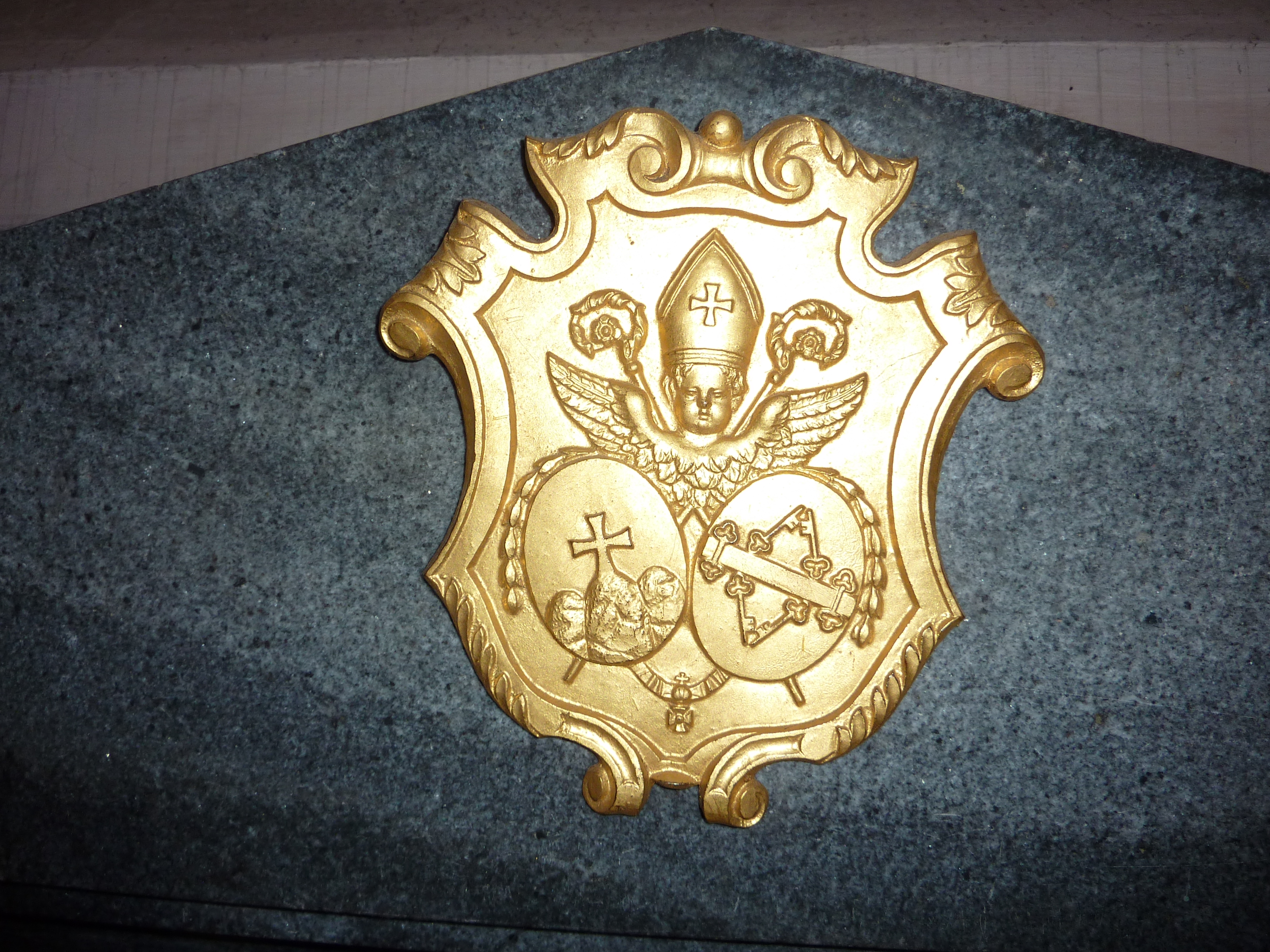
Das Wappen von Abt Altmann Arigler an seinem Epitaph in Göttweig

Altmann Arigler (auch Arrigler; Taufname Franz Xaver, Rufname bis zum Eintritt in den Orden Franz; * 6. November 1768 in Kirchdorf an der Krems; † 5. Juni 1846 im Stift Göttweig) war ein österreichischer Theologe, Benediktinerabt und Hochschullehrer.

## Leben
Arigler war Sohn eines Glasermeisters. Nach absolvierten Gymnasialstudien ging er 1786 zum Studium der Philosophie an das Linzer Lyzeum, auf dem er bis 1788 verblieb. 1790 trat er in die Benediktinerabtei Göttweig ein. Von dort ging er 1791 als Generalseminarist zum Studium der Theologie an die Universität Wien. Er legte 1792 seine Profess ab und empfing 1793 die Priesterweihe. Zunächst kam er als Professor des Alten und Neuen Testamentes an die Linzer Hochschule. Im Jahr 1800 wurde er an die hauseigene Lehranstalt nach Göttweig zurückgerufen.
Arigler folgte 1806 einem Ruf als supplierender Professor für Griechisch, Neues Testament und Exegese an die Universität Wien und wurde 1808 ordentlicher Professor der Universität. 1810 erfolgte mit der Dissertation Oratio academica habita ad initium anni scholastici 1809 die Promotion zum Dr. theol. und damit die Aufnahme in die Theologische Fakultät mit Sitz und Stimme.
Arigler wurde 1812 zum Abt von Göttweig gewählt und kehrte als solcher dorthin zurück. Er konnte durch eine kluge Verwaltung des Klosters die Schulden reduzieren und die Bausubstanz teilweise erneuern. So kam es unter seiner Führung zum Neubau des Göttweigerhofs in Wien sowie zum Ausbau der Propstei Unternalb in Unternalb. 1813 erhielt er von Kaiser Franz I. den Titel Wirklicher Regierungsrat verliehen. In der gleichen Zeit begann er die Kirchenmusik des Stifts wiederzubeleben. Zudem gehörte zu seinem Verdienst die Hauslehranstalt, an der er selbst früher Lehrer war, auch für Studierende anderer Klöster zu öffnen. Zudem wurde er Direktor des theologischen Studiums der niederösterreichischen Benediktiner.
Arigler war 1818 bis 1824 Verordneter des Prälatenstandes, anschließend wurde er Ausschussmitglied des niederösterreichischen ständischen Kollegiums. Zwar erblindete der Abt zunehmend, dennoch leitete er das Stift bis zu seinem Tod. 1843 bekam er zum fünfzigjährigen Priesterjubiläum das Ritterkreuz des Leopold-Ordens verliehen.

## Werke
- De certitudine studii biblici, Wien 1809.
- Oratio academica habita ad initium anni scholastici 1809, Schmid, Wien 1810.
- Hermeneutica biblica generalis, 2 Bände, Wien 1813 (wurde 1822 auf den Index Librorum Prohibitorum gesetzt,[1] aber 1846 in dritter Auflage von Joseph Vincenz Hofmann neuaufgelegt); online – Internet Archive.